# Antoon van Elen
Antoon of Anthonie van Elen (1e helft 15e eeuw) was een Nederlands kanunnik, cantor en orgelbouwer die leefde in Maastricht.

## Biografische schets
Over het leven van Antoon van Elen is weinig bekend. Volgens de meeste auteurs verwijst zijn achternaam naar het Belgisch-Limburgse dorp Elen. Hij kwam uit een familie van orgelbouwers en was betrokken bij de bouw en aanpassingen van diverse kerkorgels. Hij was als kanunnik en cantor verbonden aan het kapittel van Sint-Servaas (1422–1448). Tevens zou hij inkomsten hebben gehad van prebenden van twee Utrechtse kapittels: het Domkapittel en het Oudmunsterkapittel. Zeker is dat hij een wijngaard bezat te Sint Pieter, wellicht onderdeel van zijn Maastrichtse prebende. Uit de opbrengst van die wijngaard moest vanaf 1422 jaarlijks een mud rogge uitbetaald worden aan de arme scholieren van de Sint-Servaas. Deze 'liefdadigheid' hing waarschijnlijk samen met zijn taak om als cantor zorg te dragen voor het welzijn van de choralen. Zo moest hij zorgen dat ze voldoende licht, warmte, kleding en studieboeken hadden.
Antoon van Elen is na 1448 gestorven. De gemeente Maastricht vernoemde in 1952 de Antoon van Elenstraat in de wijk Brusselsepoort naar hem.

## Orgelbouw
Hij zou betrokken zijn geweest bij de bouw van de volgende orgels:
- Sint-Jansbasiliek in Den Bosch (genoemd in: 1423-28, 1438)[3][4] Van dit orgel is bekend dat het een zestienvoets blokwerk had met een omvang van BB tot f2.[5]
- Dom van Utrecht (1434)[6] Dit was mogelijk het eerste orgel in de Noordelijke Nederlanden met een rugpositief.[7]
- Oude Kerk in Delft (1455)?[8]

Andere familieleden kwam eveneens in de orgelbouw terecht:
- Adam van Elen, bouwde in 1445 het orgel in het seminarie ("sacristie der clercken capellen") van Leuven en was tevens betrokken bij de restauraties van de orgels in de Kathedraal van Antwerpen (1455) en de Onze-Lieve-Vrouwebasiliek in Tongeren (1473).[9]
- Johan van Elen, actief omstreeks 1480, bouwde het orgel van de Sint-Bartolomeüskerk in Luik.[1] Dit werd in het midden van 16e eeuw vervangen of omgebouwd en omstreeks 1850 vervangen door het huidige orgel.[10][11]
- Anthonie van Elen de jongere, die omstreeks 1500 een orgel bouwde voor Filips de Schone.

Van Belle · Berger · Andries-Jacob Berger · Dominique I Berger · Bremser · Corneille Cacheux · De Lannoy · Antoon van Elen · Jacob van Eynde · Jean-Baptiste Forceville · Hans Goltfuss · Jean-Joseph vander Haeghen · Nicolaas van Hagen · Nicolaas Helewout · Familie Niehoff · Willem Hermans · Hooghuys · Langhedul · Egidius Le Blas · Loret (familie) · Christiaan Penceler · Van Peteghem · Guillaume Robustelly · Jean le Royer · Andries Severijn · Theodoor Smet · Hans Suys
Adema · Gebroeders Van der Aa · Jacobus Armbrost · Bakker & Timmenga · Johann Bätz · Jonathan Bätz · Joseph Binvignat · Sander Booij · Martin Butter · Van Dam · Matthijs van Deventer · Geert Pieters Dik · Johannes Duyschot · Roelof Barentszn Duyschot · Bernhardt Edskes · Marten Eertman · Gerardus Elberink · Elbertse · Antoon van Elen · Flentrop · Dirk Flentrop · Heinrich Hermann Freytag · Rudolf Garrels · Justus Geerkens · Pieter Geerkens · Gradussen · Albertus van Gruisen · Willem van Gruisen · Nicolaas van Hagen · Willem Hardorff · Hendrik Hermanus Hess · Jan van den Heuvel · Jan Adolf Hillebrand · Albertus Antoni Hinsz · Bernard Petrus van Hirtum · Nicolaas van Hirtum · Cornelis Hoornbeek · Klop Orgels & Klavecimbels · Hermanus Knipscheer · Johan Frederik Kruse · Ernst Leeflang · Lohman · Jan van Loo · Michaël Maarschalkerweerd · Pieter Maarschalkerweerd · Abraham Meere · Roelf Meijer · Michaël Mercator · Carl Friedrich August Naber · Familie Niehoff · Cornelis van Oeckelen · Petrus van Oeckelen · Detlef Onderhorst · Pels & Van Leeuwen · Pereboom & Leijser · Elbert Pluer · Radersma · Joachim Reichner  · Reil · Cornelis Rogier · Mense Ruiter · Conradus Ruprecht II · Hans Wolff Schonat · Franciscus Cornelius Smits · Frans Casper Snitger · Johannes Stephanus Strümphler · Johannes Wilhelmus Timpe · Valckx & Van Kouteren · Kam & Van der Meulen · Henk Veeningen · Matthijs Verhofstadt · Vermeulen · Verschueren · Johannes Vollebregt · Jacobus Vollebregt · Van Vulpen · Christian Gottlieb Friedrich Witte · Johan Frederik Witte · Lodewijk Ypma · Jacobus Zeemans
Zuid-Nederlands orgelbouwer (voor 1830)